# آسترا

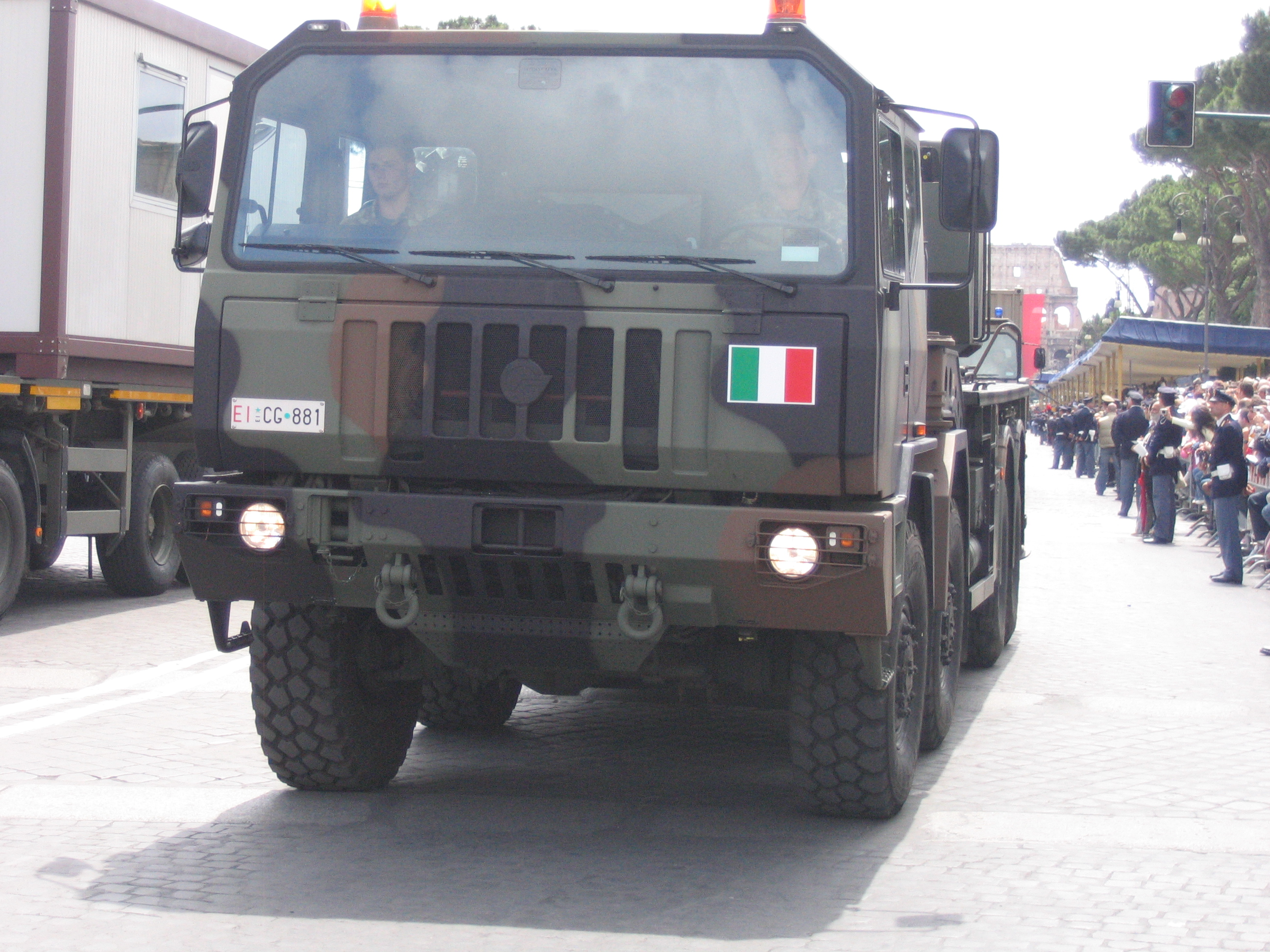
یک کامیون نظامی ساخت آسترا متعلق به ارتش ایتالیا در سال ۲۰۰۷

آسترا (مخفف: Anonima Sarda Trasporti) یک شرکت ایتالیایی می‌باشد که کامیون، کمپرسی، خودروهای ترابری سنگین و نیز خودروهای نظامی تولید می‌کند. این شرکت در سال ۱۹۴۶ میلادی در شهر کالیاری تأسیس شده و از ۱۹۸۶ میلادی یکی از شرکت‌های تابعه صنایع فیات ایتالیا بود. اما اکنون شرکت تابعه ایوکو است.

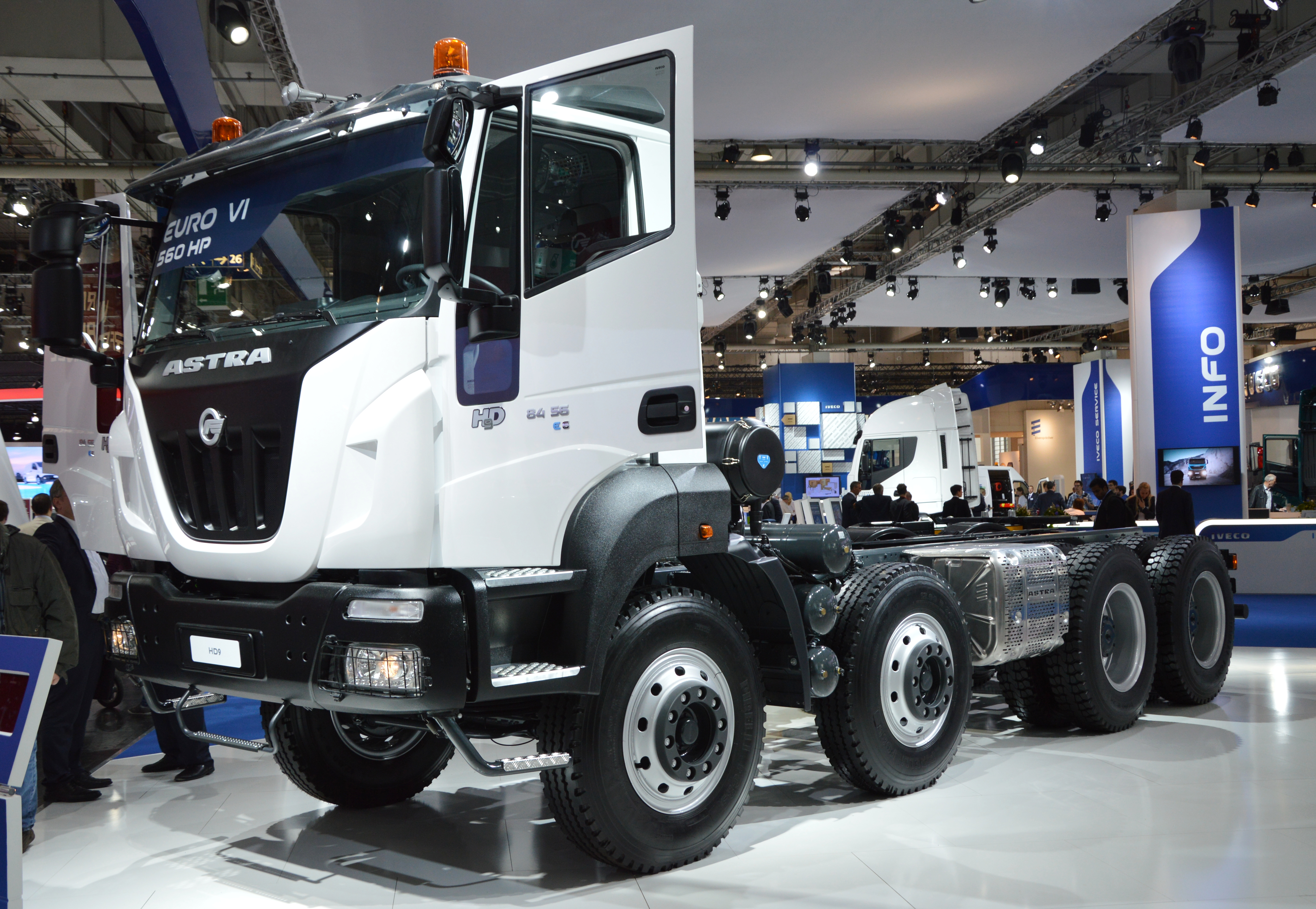
یک کامیون آسترا HD 9. Spielvogel مدل ۲۰۱۴ دارای استاندارد یورو ۶

آسترا در سال ۱۹۵۱ به شهر پیاچنزا منتقل شد و از سال ۱۹۴۱ تا سال ۱۹۸۶ میلادی این شرکت به خانوادهٔ برتوزی در پیاچنزا تعلق داشت.

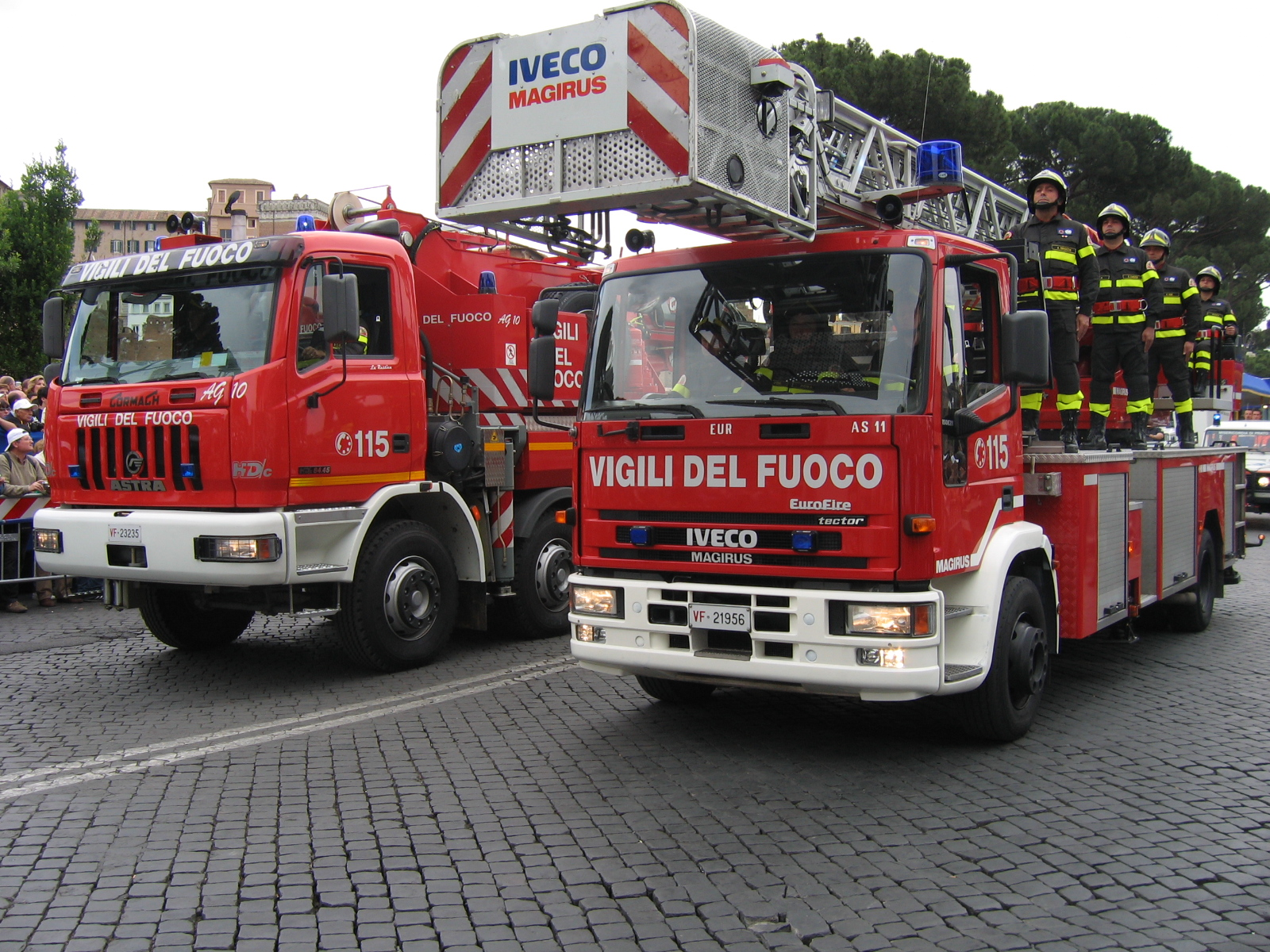
ماشین‌های آسترا (سمت چپ)، دارای مخزن آتش‌نشانی

## منبع
مشارکت‌کنندگان ویکی‌پدیا. «Astra (company)». در دانشنامهٔ ویکی‌پدیای انگلیسی، بازبینی‌شده در ۲۷ سپتامبر ۲۰۱۹.